# DDR-Liga w piłce nożnej
DDR-Liga – drugi poziom rozgrywek ligowych w piłkę nożną w Niemieckiej Republice Demokratycznej, po raz pierwszy zorganizowany w 1950 roku, a rozwiązany w 1991.

## Format
W rozgrywkach brało udział od 10 do 18 klubów podzielonych na grupy, którzy zmagali się przez 2 rundy systemem kołowym. Dwie najlepsze drużyny (mistrzowie grup lub wicemistrz) awansowały do DDR-Oberligi. Najsłabsze drużyny ligi spadały do jednej z 15 okręgowych lig (Bezirksliga):
- Bezirksliga Schwerin
- Bezirksliga Rostock
- Bezirksliga Neubrandenburg
- Bezirksliga Magdeburg
- Bezirksliga Potsdam
- Bezirksliga Berlin
- Bezirksliga Halle
- Bezirksliga Frankfurt/Oder
- Bezirksliga Cottbus
- Bezirksliga Gera
- Bezirksliga Erfurt
- Bezirksliga Suhl
- Bezirksliga Dresden
- Bezirksliga Leipzig
- Bezirksliga Karl-Marx-Stadt

## Historia
DDR-Liga została założona w 1950 roku. Istniała jako drugi poziom wschodnioniemieckiego piłkarskiego systemu ligowego w różnych konfiguracjach aż do jej rozwiązania w 1991 roku. Na początku była podzielona na 2 grupy: Staffel 1 pierwotnie obejmowała kluby z Północy, natomiast Staffel 2 z Południa. Ilość zespołów była różna. System nie był geograficznie stały, często kluby były przenoszone między grupami, aby zrównoważyć liczbę ligowych uczestników, a czasami również z powodów politycznych. Mistrz każdej grupy bezpośrednio awansował do DDR-Oberligi. W latach 1955–1960 rozgrywki były prowadzony na wzór radziecki – w jednej grupie systemem wiosna-jesień. W sezonie 1954/55 zespoły były podzielone na 3 grupy, a w latach 1971–1984 na 5 grup. Niekiedy, kiedy mistrzostwo grupy zdobywała drużyna rezerwowa klubu z DDR-Oberligi, awans uzyskiwał wicemistrz.

## Nazwy
- 1950–1954: DDR-Liga (Staffel 1, Staffel 2)
- 1954/55: DDR-Liga (Staffel 1, Staffel 2, Staffel 3)
- 1955–1962: DDR-Liga
- 1962–1971: DDR-Liga (Staffel Nord, Staffel Süd)
- 1971–1984: DDR-Liga (Staffel A, Staffel B, Staffel C, Staffel D, Staffel E)
- 1984–1991: DDR-Liga (Staffel A, Staffel B)

## Skład ligi w sezonie 1990/1991
| Klub                         | Siedziba       | Stadion                          | Pojemność | Założony |
| ---------------------------- | -------------- | -------------------------------- | --------- | -------- |
| 1. FC Union Berlin           | Berlin         | Stadion An der Alten Försterei   | 16,750    | 1966     |
| Aktivist Schwarze Pumpe      | Hoyerswerda    | Friedrich-Ludwig-Jahn-Stadion    | 11,000    | 1956     |
| Chemie Guben                 | Guben          | Sportzentrum Kaltenborner Straße | 7,000     | 1923     |
| Fortschritt Bischofswerda    | Bischofswerda  | Holzwaren-Simundt-Kampfbahn      | 3,000     | 1908     |
| Glückauf Brieske-Senftenberg | Senftenberg    | Elsterkampfbahn                  | 8,000     | 1919     |
| Greifswalder SC              | Greifswald     | Volksstadion Greifswald          | 15,000    | 1926     |
| Hafen Rostock                | Rostock        | Stadion am Damerower Weg         | 2,500     | 1961     |
| Lok Altmark Stendal          | Stendal        | Stadion am Hölzchen              | 6,000     | 1900     |
| Motor Eberswalde             | Eberswalde     | Westendstadion                   | 4,000     | 1909     |
| PFV Bergmann-Borsig          | Berlin         | Kissingenstadion                 | 8,000     | 1946     |
| Post Neubrandenburg          | Neubrandenburg | Ligaplatz am Jahnstadion         | 2,500     | 1947     |
| PSV Schwerin                 | Schwerin       | Sportpark Paulshöhe              | 10,000    | 1990     |
| Rotation Berlin              | Berlin         | Sportanlage Schönagelstraße      | ?         | 1985     |
| Rot-Weiß Prenzlau            | Prenzlau       | Uckerstadion                     | 4,000     | 1990     |
| Stahl Hennigsdorf            | Hennigsdorf    | Sportkomplex Süd                 | 6,000     | 1948     |
| TSV 1860 Stralsund           | Stralsund      | ?                                | ?         | 1860     |

| Klub                     | Siedziba     | Stadion                          | Pojemność | Założony |
| ------------------------ | ------------ | -------------------------------- | --------- | -------- |
| 1. FC Markkleeberg       | Markkleeberg | Sportpark Camillo Ugi            | 6,000     | 1989     |
| 1. Suhler SV             | Suhl         | Auenstadion                      | 12,000    | 1904     |
| Anhalt Dessau            | Dessau       | Sportforum am Friederikenplatz   | 1,000     | 1974     |
| BSV Borna                | Borna        | Rudolf-Harbig-Stadion            | 4,000     | 1950     |
| Chemnitzer SV 51 Heckert | Chemnitz     | Stadion an der Chemnitztalstraße | 2,800     | 1951     |
| Germania Ilmenau         | Ilmenau      | Stadion im Hammergrund           | 6,000     | 1907     |
| Kali Werra Tiefenort     | Tiefenort    | Waldstadion Kaffeetälchen        | 8,000     | 1950     |
| Motor Weimar             | Weimar       | Sportpark Lindenberg             | 8,000     | 1903     |
| Soemtron Sömmerda        | Sömmerda     | Kurt-Neubert-Sportpark           | 2,500     | 1946     |
| Stahl Riesa              | Riesa        | Nudelarena                       | 4,000     | 1990     |
| Stahl Thale              | Thale        | Sportpark Thale                  | 10,500    | 1990     |
| TSG Meißen               | Miśnia       | Stadion am Heiligen Grund        | 5,000     | 1908     |
| Wacker 90 Nordhausen     | Nordhausen   | Albert-Kuntz-Sportpark           | 8,000     | 1990     |
| Wismut Aue               | Aue          | Sparkassen-Erzgebirgsstadion     | 15,690    | 1949     |
| Wismut Gera              | Gera         | Stadion am Steg                  | 7,500     | 1904     |
| FSV Zwickau              | Zwickau      | Sportforum „Sojus 31“            | 3,500     | 1912     |

## Zwycięzcy rozgrywek
- 1950/1951: Anker Wismar (Staffel 1), Wismut Aue (Staffel 2)
- 1951/1952: Empor Lauter (St.1), Motor Jena (St.2)
- 1952/1953: Fortschritt Meerane (St.1), Einheit Ost Lipsk (St.2)
- 1953/1954: Chemie Karl-Marx-Stadt (St.1), Vorwärts Berlin (St.2)
- 1954/1955: Lok Stendal (St.1), Fortschritt Weißenfels (St.2), Motor Dessau (St.3)
- 1955: Fortschritt Meerane
- 1956: Motor Jena
- 1957: Dynamo Berlin
- 1958: Chemie Zeitz
- 1959: Chemie Halle
- 1960: Turbine Erfurt
- 1961/1962: Dynamo Drezno
- 1962/1963: Lok Stendal (Nord), Motor Steinach (Süd)
- 1963/1964: SC Neubrandenburg (Nord), Dynamo Drezno (Süd)
- 1964/1965: Chemie Halle (Nord), Turbine Erfurt (Süd)
- 1965/1966: 1. FC Union Berlin (Nord), Wismut Gera (Süd)
- 1966/1967: 1. FC Magdeburg (Nord), Rot-Weiß Erfurt (Süd)
- 1967/1968: Dynamo Berlin (Nord), Stahl Riesa (Süd)
- 1968/1969: Stahl Eisenhüttenstadt (Nord), Dynamo Drezno (Süd)
- 1969/1970: 1. FC Union Berlin (Nord), Lokomotive Lipsk (Süd)
- 1970/1971: Vorwärts Stralsund (Nord), FC Karl-Marx-Stadt (Süd)
- 1971/1972: TSG Wismar (A), Dynamo Berlin II (B), Chemie Lipsk (C), Motor Werdau (D), Rot-Weiß Erfurt (E)
- 1972/1973: Vorwärts Stralsund (A), Dynamo Berlin II (B), Vorwärts Lipsk (C), Dynamo Drezno II (D), Chemie Zeitz (E)
- 1973/1974: Vorwärts Stralsund (A), 1. FC Union Berlin (B), Hallescher FC (C), Chemie Böhlen (D), Wismut Gera (E)
- 1974/1975: Dynamo Schwerin (A), 1. FC Union Berlin (B), Chemie Lipsk (C), Energie Cottbus (D), Wismut Gera (E)
- 1975/1976: FC Hansa Rostock (A), 1. FC Union Berlin (B), Hallescher FC II (C), Motor Werdau (D), FC Carl Zeiss Jena (E)
- 1976/1977: Vorwärts Stralsund (A), Stahl Hennigsdorf (B), Chemie Lipsk (C), Chemie Böhlen (D), Wismut Gera (E)
- 1977/1978: FC Hansa Rostock (A), Vorwärts Neubrandenburg (B), Chemie Lipsk (C), Lok Drezno (D), Stahl Riesa (E)
- 1978/1979: TSG Bau Rostock (A), FC Vorwärts Frankfurt (B), Chemie Lipsk (C), Energie Cottbus (D), Motor Suhl (E)
- 1979/1980: FC Hansa Rostock (A), Dynamo Fürstenwalde (B), Chemie Böhlen (C), Energie Cottbus (D), Wismut Gera (E)
- 1980/1981: Schiffahrt/Hafen Rostock (A), 1. FC Union Berlin (B), Chemie Schkopau (C), Energie Cottbus (D), Motor Suhl (E)
- 1981/1982: Vorwärts Stralsund (A), 1. FC Union Berlin (B), Chemie Böhlen (C), Stahl Riesa (D), Motor Nordhausen (E)
- 1982/1983: Schiffahrt/Hafen Rostock (A), Stahl Brandenburg (B), Chemie Lipsk (C), Stahl Riesa (D), Wismut Gera (E)
- 1983/1984: Vorwärts Neubrandenburg (A), Stahl Brandenburg (B), Vorwärts Dessau (C), Sachsenring Zwickau (D), Motor Suhl (E)
- 1984/1985: 1. FC Union Berlin (A), Sachsenring Zwickau (B)
- 1985/1986: Dynamo Berlin II (A), Fortschritt Bischofswerda (B)
- 1986/1987: FC Hansa Rostock (A), Hallescher FC (B)
- 1987/1988: Energie Cottbus (A), Sachsenring Zwickau (B)
- 1988/1989: Stahl Eisenhüttenstadt (A), Fortschritt Bischofswerda (B)
- 1989/1990: FC Vorwärts Frankfurt (A), Chemie Böhlen (B)
- 1990/1991: 1. FC Union Berlin (A), FSV Zwickau (B)